# シンビジウム
シンビジウム（Cymbidium）はラン科の植物。シンビデュームとも表記される。日本語では単に「シンビジウム」というときは、東南アジアに自生しているものを品種改良した洋ランに限定されるが、原義ではシュンラン属に分類される種の総称である。この項では洋ランとしてのこの類について述べる。属全体については該当項を参照のこと。

## 特徴
ラン系のバルブを持ち、そこから根出状に細長い葉を伸ばす。花はバルブの基部から出る茎について、単独か総状に多数の花をつけるが、洋ランとして扱われるものでは多数花をつけるものがほとんどである。花茎は立ち上がるかやや垂れ下がり、あるいは垂れて長く下向きに伸びる。
花はこの属の特徴的なものだが、花弁が幅広く、全体に抱え気味に咲くものが多い。

## 自生地
東洋ラン、シュンラン、日本春蘭、中国春蘭も参照
東アジアに自生地はあるが、洋ランのシンビデュームとして品種改良に利用されたのは、インドからミャンマー、マレーシアなどに自生しているものを中心とする。なお、東洋ラン系の種も交配親として利用される例がある。

## 品種について
この類は洋ランとして古くから栽培されてきたもので、四大洋ランの一つとされてきた。またメリクロン法等の栽培技術も最初はこの属のもので行われたものである。
この類は日本での人気が高く、品種改良も欧米をしのぐほどの育種や栽培技術の進歩が行われている。日本では最もポピュラーな洋ランであり、現在では出荷量ではコチョウランが最も多いが、1990年代まではこの類が最も多かった。2010年代現在でも、年末には贈答用に多量の鉢物が出回る。
多くの品種があり、それらを大きく区別するような、明快な類型は少ない。
- 一つの類型は大型種と呼ばれるものである。これはインドなどを原産とする種の交配で生まれた大輪の種で、花茎は立ち上がり、先端がやや下垂するが、栽培下では直立させる。花弁は厚くてロウ質、花弁は幅広くやや抱えて咲く。色は黄色、白、ピンク系など。
- 中型種、小型種と呼ばれるのは上記の大型種にキンリョウヘンやシュンランなどを交配したもので、小型で栽培しやすい。
- キャスケードタイプと呼ばれるのは、花茎が基部では斜めに出て、次第に曲がって大きく垂れ下がるものである。これは輸送が難しいなどの理由で販路に乗りにくく、普及が進んでいなかったが2010年代現在、次第に広く出回るようになってきた[1]。

原種としては、以下のようなものがよく知られている。
- C. insigne：インシグネ

## 栽培
シンビディウムは栽培はやさしいが、花をつけるのが難しいとの定評がある。一般に耐寒性が強く、半ば放置してもよく育つが、葉ばかり茂って花をつけないということがままある。